# Синхрофазотрон ОИЯИ

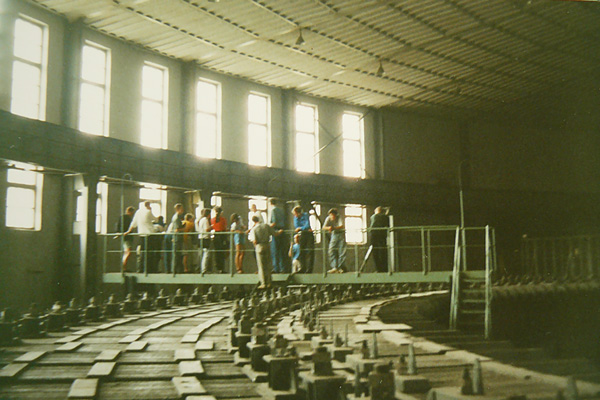
Экскурсия над магнитом синхрофазотрона.

Синхрофазотрон ОИЯИ — слабофокусирующий протонный ускоритель типа синхрофазотрон на энергию до 10 ГэВ, находящийся в Объединённом институте ядерных исследований.
Синхрофазотрон был сооружён в Дубне под руководством академика АН СССР В. И. Векслера в конце 1950-х годов и позволил ускорять пучки протонов до энергии 10 ГэВ с апреля 1957 года, что было рекордной энергией, достигнутой на ускорителях в это время. Он занимает отдельное здание, большую часть которого занимает гигантское кольцо магнита. Диаметр магнита достигает почти 60 м, вес равен 36 000 т, и общая мощность генераторов в импульсе — 140 МВт. Максимальная напряжённость магнитного поля — 13 000 эрстед, время цикла ускорения — 3,3 секунды. В 1970 году в Синхрофазотроне были также получены первые пучки релятивистских дейтронов энергии 10 ГэВ, впоследствии ускорялись также ядра различных химических элементов вплоть до серы.
В 1959 году коллектив физиков и инженеров под руководством В. И. Векслера получил Ленинскую премию за создание синхрофазотрона на 10 ГэВ.
В 2002 году прекратил работу и демонтируется. Ярмо магнита планируется оставить, внутри него расположится бустерное кольцо для проектируемого коллайдера NICA.